# Association pour le développement industriel et économique du Massif central

Logo de l'ADIMAC.

L'Association pour le développement industriel et économique du Massif central (ADIMAC) est une association créée en 1975 rassemblant des industriels, des collectivités territoriales, des organismes de développement et des organismes financiers. 
Sa mission globale est de développer le Massif central sous l'angle industriel et économique :
- appui aux investisseurs,
- partenariats avec les différents acteurs économiques,

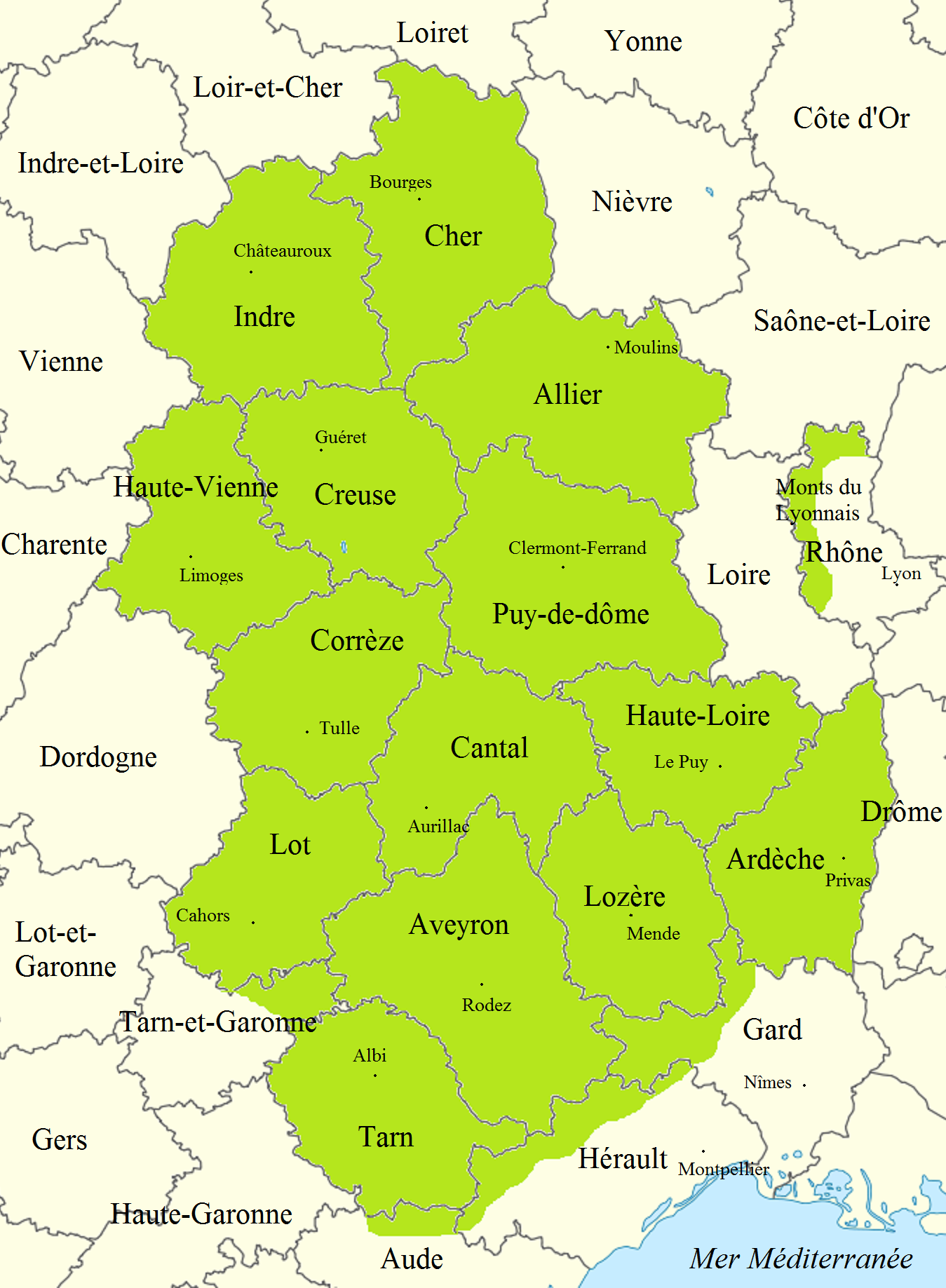
Circonscription et zone d'intervention de l'ADIMAC.

- Circonscription et zone d'intervention de l'ADIMAC.promotion du Massif central  par la mise en valeur de ses spécificités, de ses atouts et de ses potentialités,
- valorisation des filières de compétence.

L'ADIMAC propose aux entreprises qui souhaitent s'installer ou se développer dans le Massif central :
- l'analyse approfondie de leur projet,
- l'ingénierie du projet, le montage de dossiers d'aides,
- l'interface avec l'administration et les collectivités locales,
- l'identification et la mobilisation des partenaires.